# Liste des ministres français des Outre-mer
Longtemps rattaché au poste de ministre de la Marine ou au ministère des Colonies, le ministère de l'Outre-mer fut rarement un ministère à part entière avant 1893.
Un décret du 26 janvier 1946 substitue un « ministère de la France d'Outre-mer » au « ministère des Colonies ». 
Depuis le 23 décembre 2024, Manuel Valls est ministre d'État, ministre des Outre-mer dans le gouvernement François Bayrou.

## Second Empire
Sous le Second Empire, du 24 juin 1858 au 24 novembre 1860, il existe un ministre de l'Algérie et des Colonies :
- 24 juin 1858 - 24 mars 1859 : Napoléon Joseph Charles Paul Bonaparte, dit Prince Napoléon (ministre de l'Algérie et des Colonies)
- 24 mars 1859 - 24 novembre 1860 : Justin Napoléon Prosper de Chasseloup-Laubat (ministre de l'Algérie et des Colonies)

## Troisième République
- 14 novembre 1881 - 30 janvier 1882 : Maurice Rouvier  (Commerce et Colonies) - secrétaire d'État aux Colonies : Félix Faure
- 30 janvier 1882 - 7 août 1882 : Vice-amiral Jean Bernard Jauréguiberry (Marine et Colonies) - Sous-secrétaire d'État aux Colonies : Edmond Berlet
- 7 août 1882 - 29 janvier 1883 : Vice-amiral Jean Bernard Jauréguiberry (Marine et Colonies)
- 29 janvier 1883 - 21 février 1883 : François Césaire de Mahy (Marine et Colonies)
- 21 février 1883 - 6 avril 1885 : Charles Brun (Marine et Colonies) puis Vice-amiral Alexandre Peyron le 9 août 1883 - Sous-secretaire d'État : Félix Faure le 22 septembre 1883
- 6 avril 1885 - 7 janvier 1886 : Contre-amiral Charles-Eugène Galiber - Sous-secrétaire : Paul-Armand Rousseau le 28 avril 1885
- 7 janvier 1886 - 11 décembre 1886 : Contre-amiral Théophile Aube - Sous-secrétaire d'État : Amédée de La Porte le 15 janvier 1886
- 11 décembre 1886 - 30 mai 1887 : Vice-amiral Théophile Aube - Sous-secrétaire d'État aux Colonies : Amédée de La Porte
- 30 mai 1887 - 12 décembre 1887 : Édouard Barbey - Sous-secrétaire d'État : Eugène Étienne le 7 juin 1887
- 12 décembre 1887 - 3 avril 1888 : François Césaire de Mahy puis vice-amiral Jules François Émile Krantz le 5 janvier 1888 - Sous-secrétaire d'État : Félix Faure le 5 janvier 1888 - Sous-secrétaire d'État aux Colonies : Amédée de La Porte le 19 février 1888
- 3 avril 1888 - 22 février 1889 : Vice-amiral Jules François Émile Krantz (Marine et Colonies) - Sous-secrétaire d'État aux Colonies : Jean de La Porte le 5 avril 1888
- 22 février 1889 - 14 mars 1889 : Vice-amiral Benjamin Jaurès (Marine et Colonies)
- 14 mars 1889 - 17 mars 1890 : Pierre Tirard (Commerce, Industrie et Colonies)
- 17 mars 1890 -  27 février 1892 : Jules Roche (Commerce, Industrie et Colonies) - secrétaire d'État aux Colonies : Eugène Étienne
- 27 février 1892 - 8 mars 1892 : Jules Roche (Commerce, Industrie et Colonies)
- 8 mars 1892 - 6 décembre 1892 : Godefroy Cavaignac (Marine et Colonies) puis Auguste Burdeau le 12 juillet 1892 - Sous-secrétaire d'État aux Colonies : Émile Jamais
- 6 décembre 1892 - 11 janvier 1893 : Auguste Burdeau (Marine et Colonies)- sous-secrétaire d'État aux Colonies : Émile Jamais
- 11 janvier 1893 -  4 avril 1893 : Jules Siegfried (Commerce, Industrie et Colonies) - sous-secrétaire d'État aux Colonies : Théophile Delcassé le 17 janvier 1893
- 4 avril 1893 -  3 décembre 1893 : Louis Terrier (Commerce, Industrie et Colonies) - sous-secrétaire d'État aux Colonies : Théophile Delcassé
- 3 décembre 1893 - 20 mars 1894 : Jean Marty (Commerce, Industrie et Colonies) - sous-secrétaire d'État aux Colonies : Maurice Lebon
- 20 mars 1894 - 30 mai 1894 : Ernest Boulanger
- 30 mai 1894 - 1er juillet 1894 : Théophile Delcassé
- 1er juillet 1894 - 26 janvier 1895 : Théophile Delcassé
- 26 janvier 1895 -  1er novembre 1895 : Émile Chautemps
- 4 novembre 1895 - 29 avril 1896 : Pierre-Paul Guieysse à partir du 4 novembre 1895
- 29 avril 1896 - 31 mai 1898 : André Lebon
- 31 mai 1898 - 28 juin 1898 : Gabriel Hanotaux
- 28 juin 1898 -  1er novembre 1898 : Georges Trouillot
- 1er novembre 1898 - 22 juin 1899 : Florent Guillain
- 22 juin 1899 -  7 juin 1902 : Albert Decrais
- 7 juin 1902 - 24 janvier 1905 : Gaston Doumergue
- 24 janvier 1905 - 14 mars 1906 : Étienne Clémentel
- 14 mars 1906 - 25 octobre 1906 : Georges Leygues
- 25 octobre 1906 - 24 juillet 1909 : Raphaël Milliès-Lacroix
- 24 juillet 1909 -  3 novembre 1910 : Georges Trouillot
- 3 novembre 1910 -  2 mars 1911 : Jean Morel
- 2 mars 1911 - 27 juin 1911 : Adolphe Messimy
- 27 juin 1911 - 12 janvier 1913 Albert Lebrun
- 12 janvier 1913 - 21 janvier 1913 : René Besnard
- 21 janvier 1913 -  9 décembre 1913 : Jean Morel
- 9 décembre 1913 -  9 juin 1914 : Albert Lebrun
- 9 juin 1914 - 13 juin 1914 : Maurice Maunoury
- 13 juin 1914 - 26 août 1914 : Maurice Raynaud
- 26 août 1914 - 20 mars 1917 : Gaston Doumergue
- 20 mars 1917 - 12 septembre 1917 : André Maginot
- 12 septembre 1917 - 16 novembre 1917 : René Besnard
- 16 novembre 1917 - 20 janvier 1920 : Henry Simon
- 20 janvier 1920 - 29 mars 1924 : Albert Sarraut
- 29 mars 1924 - 14 juin 1924 : Jean Fabry
- 14 juin 1924 - 17 avril 1925 : Édouard Daladier
- 17 avril 1925 - 29 octobre 1925 : André Hesse
- 29 octobre 1925 - 19 juillet 1926 : Léon Perrier
- 19 juillet 1926 - 23 juillet 1926 : Adrien Dariac
- 23 juillet 1926 -  6 novembre 1928 : Léon Perrier
- 11 novembre 1928 -  3 novembre 1929 : André Maginot
- 3 novembre 1929 - 21 février 1930 : François Piétri
- 21 février 1930 -  2 mars 1930 : Lucien Lamoureux
- 2 mars 1930 - 13 décembre 1930 : François Piétri
- 13 décembre 1930 - 27 janvier 1931 : Théodore Steeg
- 27 janvier 1931 - 20 février 1932 : Paul Reynaud
- 20 février 1932 -  3 juin 1932 : Louis de Chappedelaine
- 3 juin 1932 -  6 septembre 1933 : Albert Sarraut
- 6 septembre 1933 - 26 octobre 1933 : Albert Dalimier
- 26 octobre 1933 - 26 novembre 1933 : François Piétri
- 26 novembre 1933 -  9 janvier 1934 : Albert Dalimier
- 9 janvier 1934 - 30 janvier 1934 : Lucien Lamoureux
- 30 janvier 1934 -  9 février 1934 : Henry de Jouvenel
- 9 février 1934 - 13 octobre 1934 : Pierre Laval
- 13 octobre 1934 - 24 janvier 1936 : Louis Rollin
- 24 janvier 1936 -  4 juin 1936 : Jacques Stern
- 4 juin 1936 - 18 janvier 1938 : Marius Moutet
- 18 janvier 1938 - 13 mars 1938 : Théodore Steeg
- 13 mars 1938 - 10 avril 1938 : Marius Moutet
- 10 avril 1938 - 18 mai 1940 : Georges Mandel
- 18 mai 1940 - 16 juin 1940 : Louis Rollin
- 16 juin 1940 - 12 juillet 1940 : Albert Rivière

## État français (régime de Vichy)
- 12 juillet 1940 -  6 septembre 1940 : Henry Lémery
- 6 septembre 1940 - 18 avril 1942 : Charles Platon
- 18 avril 1942 - 26 mars 1943 : Jules Brévié
- 26 mars 1943 - 20 août 1944 : Henri Bléhaut

## Comité français de libération nationale
| Nom           | Titre       | Ministre délégué ou secrétaire d'État | Intitulé       | Gouvernement | Début             | Fin             |
| ------------- | ----------- | ------------------------------------- | -------------- | ------------ | ----------------- | --------------- |
| René Pleven   | Commissaire | Plein exercice                        | Plein exercice | -            | 24 septembre 1941 | 28 juillet 1942 |
| Hervé Alphand | Commissaire | Plein exercice                        | Plein exercice | -            | 28 juillet 1942   | 17 octobre 1942 |
| René Pleven   | Commissaire | Plein exercice                        | Plein exercice | -            | 17 octobre 1942   | 26 août 1944    |

## Gouvernement provisoire de la République française
| Nom               | Titre                             | Ministre délégué ou secrétaire d'État | Intitulé       | Gouvernement    | Début             | Fin               |
| ----------------- | --------------------------------- | ------------------------------------- | -------------- | --------------- | ----------------- | ----------------- |
| René Pleven       | Commissaire aux Colonies          | Plein exercice                        | Plein exercice | de Gaulle 1     | 26 août 1944      | 10 septembre 1944 |
| René Pleven       | Ministre des Colonies             | Plein exercice                        | Plein exercice | de Gaulle 1     | 10 septembre 1944 | 16 novembre 1944  |
| Paul Giacobbi     | Ministre des Colonies             | Plein exercice                        | Plein exercice | de Gaulle 1     | 16 novembre 1944  | 21 novembre 1945  |
| Jacques Soustelle | Ministre des Colonies             | Plein exercice                        | Plein exercice | de Gaulle 2     | 21 novembre 1945  | 26 janvier 1946   |
| Marius Moutet     | Ministre de la France d'Outre-mer | Plein exercice                        | Plein exercice | Gouin Bidault 1 | 26 janvier 1946   | 16 décembre 1946  |

## Quatrième République
| Nom                          | Titre                             | Ministre délégué ou secrétaire d'État | Intitulé                                   | Gouvernement                 | Début                        | Fin                          |
| Présidence de Vincent Auriol | Présidence de Vincent Auriol      | Présidence de Vincent Auriol          | Présidence de Vincent Auriol               | Présidence de Vincent Auriol | Présidence de Vincent Auriol | Présidence de Vincent Auriol |
| ---------------------------- | --------------------------------- | ------------------------------------- | ------------------------------------------ | ---------------------------- | ---------------------------- | ---------------------------- |
| Augustin Laurent             | Ministre de la France d'Outre-mer | Gaston Defferre                       | Secrétaire d'État à la France d’Outre-mer  | Blum 3                       | 16 décembre 1946             | 22 janvier 1947              |
| Marius Moutet                | Ministre de la France d'Outre-mer | Plein exercice                        | Plein exercice                             | Ramadier 1                   | 22 janvier 1947              | 22 octobre 1947              |
| Paul Coste-Floret            | Ministre de la France d'Outre-mer | Plein exercice                        | Plein exercice                             | Schuman 1                    | 22 octobre 1947              | 19 juillet 1948              |
| Paul Coste-Floret            | Ministre de la France d'Outre-mer | Michel Tony-Révillon                  | Secrétaire d'État à la France d’Outre-mer  | Queuille 1                   | 11 septembre 1948            | 28 octobre 1949              |
| Jean Letourneau              | Ministre de la France d'Outre-mer | Plein exercice                        | Plein exercice                             | Bidault 2 Bidault 3          | 28 octobre 1949              | 3 juillet 1950               |
| Paul Coste-Floret            | Ministre de la France d'Outre-mer | Louis-Paul Aujoulat                   | Secrétaire d'État à la France d’Outre-mer  | Queuille 2                   | 3 juillet 1950               | 12 juillet 1950              |
| François Mitterrand          | Ministre de la France d'Outre-mer | Plein exercice                        | Plein exercice                             | Pleven 1                     | 12 juillet 1950              | 10 mars 1951                 |
| François Mitterrand          | Ministre de la France d'Outre-mer | Louis-Paul Aujoulat et Lucien Coffin  | Secrétaire d'État à la France d’Outre-mer  | Queuille 3                   | 10 mars 1951                 | 11 août 1951                 |
| Louis Jacquinot              | Ministre de la France d'Outre-mer | Louis-Paul Aujoulat                   | Secrétaire d'État à la France d’Outre-mer  | Pleven 2                     | 11 août 1951                 | 26 septembre 1951            |
| Louis Jacquinot              | Ministre de la France d'Outre-mer | Louis-Paul Aujoulat                   | Secrétaire d'État à la France d’Outre-mer  | Faure 1                      | 26 septembre 1951            | 7 mars 1952                  |
| Pierre Pflimlin              | Ministre de la France d'Outre-mer | Louis-Paul Aujoulat                   | Secrétaire d'État à la France d’Outre-mer  | Pinay                        | 8 mars 1952                  | 10 janvier 1953              |
| Louis Jacquinot              | Ministre de la France d'Outre-mer | Henri Caillavet                       | Secrétaire d'État à la France d’Outre-mer  | Mayer                        | 10 janvier 1953              | 28 juin 1953                 |
| Louis Jacquinot              | Ministre de la France d'Outre-mer | François Schleiter                    | Secrétaire d'État à la France d’Outre-mer  | Laniel 1                     | 28 juin 1953                 | 16 janvier 1954              |
| Présidence de René Coty      |                                   |                                       |                                            |                              |                              |                              |
| Robert Buron                 | Ministre de la France d'Outre-mer | Roger Duveau                          | Secrétaire d'État à la France d’Outre-mer  | Mendès France                | 19 juin 1954                 | 20 janvier 1955              |
| Jean-Jacques Juglas          | Ministre de la France d'Outre-mer | Roger Duveau                          | Secrétaire d'État à la France d’Outre-mer  | Mendès France                | 20 janvier 1955              | 23 février 1955              |
| Pierre-Henri Teitgen         | Ministre de la France d'Outre-mer | Maurice Bayrou                        | Secrétaire d'État à la France d’Outre-mer  | Faure 2                      | 23 février 1955              | 1er février 1956             |
| Gaston Defferre              | Ministre de la France d'Outre-mer | Plein exercice                        | Plein exercice                             | Mollet                       | 1er février 1956             | 13 juin 1957                 |
| Gérard Jaquet                | Ministre de la France d'Outre-mer | Modibo Keïta et Hammadoun Dicko       | Secrétaires d'État à la France d’Outre-mer | Bourgès-Maunoury             | 13 juin 1957                 | 30 septembre 1957            |
| Gérard Jaquet                | Ministre de la France d'Outre-mer | Plein exercice                        | Plein exercice                             | Gaillard                     | 30 septembre 1957            | 14 mai 1958                  |
| André Colin                  | Ministre de la France d'Outre-mer | Plein exercice                        | Plein exercice                             | Pflimlin                     | 14 mai 1958                  | 9 juin 1958                  |
| Bernard Cornut-Gentille      | Ministre de la France d'Outre-mer | Plein exercice                        | Plein exercice                             | de Gaulle 3                  | 3 juin 1958                  | 8 janvier 1959               |

## Cinquième République
| Ministre                               | Intitulé                                                                                         | Ministre délégué ou secrétaire d'État | Intitulé                                                                                 | Gouvernement                    | Début                           | Fin                             |
| Présidence de Charles de Gaulle        | Présidence de Charles de Gaulle                                                                  | Présidence de Charles de Gaulle       | Présidence de Charles de Gaulle                                                          | Présidence de Charles de Gaulle | Présidence de Charles de Gaulle | Présidence de Charles de Gaulle |
| -------------------------------------- | ------------------------------------------------------------------------------------------------ | ------------------------------------- | ---------------------------------------------------------------------------------------- | ------------------------------- | ------------------------------- | ------------------------------- |
| Aucun                                  | Aucun                                                                                            | Jacques Soustelle                     | Ministre délégué auprès du Premier ministre                                              | Debré                           | 8 janvier 1959                  | 5 février 1960                  |
| Robert Lecourt                         | Ministre d'État chargé du Sahara, des Départements et Territoires d'outre-mer                    | Plein exercice                        | Plein exercice                                                                           | Debré                           | 5 février 1960                  | 24 août 1961                    |
| Louis Jacquinot                        | Ministre d'État chargé du Sahara, des Départements et Territoires d'outre-mer                    | Jean de Broglie                       | Secrétaire d'État au Sahara, aux Départements d'outre-mer et aux Territoires d'outre-mer | Debré                           | 24 août 1961                    | 24 août 1961                    |
| Louis Jacquinot                        | Ministre d'État chargé des Départements et Territoires d'outre-mer                               | Plein exercice                        | Plein exercice                                                                           | Pompidou 1                      | 15 avril 1962                   | 28 novembre 1962                |
| Louis Jacquinot                        | Ministre d'État chargé des Départements et Territoires d'outre-mer                               | Plein exercice                        | Plein exercice                                                                           | Pompidou 2                      | 6 décembre 1962                 | 8 janvier 1966                  |
| Pierre Billotte                        | Ministre d'État chargé des Départements et Territoires d'outre-mer                               | Plein exercice                        | Plein exercice                                                                           | Pompidou 3                      | 8 janvier 1966                  | 1er avril 1967                  |
| Pierre Billotte                        | Ministre d'État chargé des Départements et Territoires d'outre-mer                               | Plein exercice                        | Plein exercice                                                                           | Pompidou 4                      | 7 avril 1967                    | 31 mai 1968                     |
| Joël Le Theule                         | Ministre des Départements et Territoires d'outre-mer                                             | Plein exercice                        | Plein exercice                                                                           | Pompidou 4                      | 31 mai 1968                     | 10 juillet 1968                 |
| Aucun                                  | Aucun                                                                                            | Michel Inchauspé                      | Secrétaire d'État chargé des Départements et Territoires d'outre-mer                     | Couve de Murville               | 12 juillet 1968                 | 20 juin 1969                    |
| Présidence de Georges Pompidou         |                                                                                                  |                                       |                                                                                          |                                 |                                 |                                 |
| Aucun                                  | Aucun                                                                                            | Henri Rey                             | Ministre délégué chargé des Départements et Territoires d'outre-mer                      | Chaban-Delmas                   | 22 juin 1969                    | 25 février 1971                 |
| Pierre Messmer                         | Ministre d'État chargé des Départements et Territoires d'outre-mer                               | Plein exercice                        | Plein exercice                                                                           | Chaban-Delmas                   | 25 février 1971                 | 5 juillet 1972                  |
| Aucun                                  | Aucun                                                                                            | Xavier Deniau                         | Secrétaire d'État chargé des Départements et Territoires d'outre-mer                     | Messmer 1                       | 6 juillet 1972                  | 28 mars 1973                    |
| Bernard Stasi                          | Ministre des Départements et Territoires d'outre-mer                                             | Plein exercice                        | Plein exercice                                                                           | Messmer 2                       | 5 avril 1973                    | 27 février 1974                 |
| Aucun                                  | Aucun                                                                                            | Joseph Comiti                         | Secrétaire d'État chargé des Départements et Territoires d'outre-mer                     | Messmer 3                       | 1er mars 1974                   | 27 mai 1974                     |
| Présidence de Valéry Giscard d'Estaing |                                                                                                  |                                       |                                                                                          |                                 |                                 |                                 |
| Aucun                                  | Aucun                                                                                            | Olivier Stirn                         | Secrétaire d'État chargé des Départements et Territoires d'outre-mer                     | Chirac 1                        | 28 mai 1974                     | 25 août 1976                    |
| Michel Poniatowski                     | Ministre d'État, ministre de l'Intérieur                                                         | Olivier Stirn                         | Secrétaire d'État chargé des Départements et Territoires d'outre-mer                     | Barre 1                         | 27 août 1976                    | 29 mars 1977                    |
| Christian Bonnet                       | Ministre de l'Intérieur                                                                          | Olivier Stirn                         | Secrétaire d'État chargé des Départements et Territoires d'outre-mer                     | Barre 2                         | 30 mars 1977                    | 31 mars 1978                    |
| Christian Bonnet                       | Ministre de l'Intérieur                                                                          | Paul Dijoud                           | Secrétaire d'État chargé des Départements et Territoires d'outre-mer                     | Barre 3                         | 5 avril 1978                    | 13 mai 1981                     |
| Présidence de François Mitterrand      |                                                                                                  |                                       |                                                                                          |                                 |                                 |                                 |
| Gaston Defferre                        | Ministre d'État, ministre de l'Intérieur et de la Décentralisation                               | Henri Emmanuelli                      | Secrétaire d'État chargé des Départements et territoires d'outre-mer                     | Mauroy 1                        | 22 mai 1981                     | 22 juin 1981                    |
| Gaston Defferre                        | Ministre d'État, ministre de l'Intérieur et de la Décentralisation                               | Henri Emmanuelli                      | Secrétaire d'État chargé des Départements et territoires d'outre-mer                     | Mauroy 2                        | 23 juin 1981                    | 22 mars 1983                    |
| Gaston Defferre                        | Ministre de l'Intérieur et de la Décentralisation                                                | Georges Lemoine                       | Secrétaire d'État chargé des Départements et territoires d'outre-mer                     | Mauroy 3                        | 22 mars 1983                    | 17 avril 1984                   |
| Pierre Joxe                            | Ministre de l'Intérieur et de la Décentralisation                                                | Georges Lemoine                       | Secrétaire d'État chargé des Départements et territoires d'outre-mer                     | Fabius                          | 19 avril 1984                   | 21 mai 1985                     |
| Pierre Joxe                            | Ministre de l'Intérieur et de la Décentralisation                                                | Edgard Pisani                         | Ministre chargé de la Nouvelle-Calédonie                                                 | Fabius                          | 21 mai 1985                     | 15 novembre 1985                |
| Pierre Joxe                            | Ministre de l'Intérieur et de la Décentralisation                                                | Georges Lemoine                       | Secrétaire d'État chargé des Départements et territoires d'outre-mer                     | Fabius                          | 21 mai 1985                     | 15 novembre 1985                |
| Pierre Joxe                            | Ministre de l'Intérieur et de la Décentralisation                                                | Georges Lemoine                       | Secrétaire d'État chargé des Départements et territoires d'outre-mer                     | Fabius                          | 15 novembre 1985                | 20 mars 1986                    |
| Bernard Pons                           | Ministre des Départements et Territoires d'outre-mer                                             | Gaston Flosse                         | Secrétaire d'État chargé des Problèmes du Pacifique Sud                                  | Chirac 2                        | 20 mars 1986                    | 10 mai 1988                     |
| Aucun                                  | Aucun                                                                                            | Olivier Stirn                         | Ministre délégué chargé des Départements et Territoires d'outre-mer                      | Rocard 1                        | 12 mai 1988                     | 23 juin 1988                    |
| Louis Le Pensec                        | Ministre des Départements et Territoires d'Outre-mer                                             | Plein exercice                        | Plein exercice                                                                           | Rocard 2                        | 28 juin 1988                    | 15 mai 1991                     |
| Louis Le Pensec                        | Ministre des Départements et Territoires d'Outre-mer                                             | Plein exercice                        | Plein exercice                                                                           | Cresson                         | 16 mai 1991                     | 2 avril 1992                    |
| Louis Le Pensec                        | Ministre des Départements et Territoires d'Outre-mer                                             | Plein exercice                        | Plein exercice                                                                           | Bérégovoy                       | 2 avril 1992                    | 29 mars 1993                    |
| Dominique Perben                       | Ministre des Départements et Territoires d'Outre-mer                                             | Plein exercice                        | Plein exercice                                                                           | Balladur                        | 30 mars 1993                    | 11 mai 1995                     |
| Présidence de Jacques Chirac           |                                                                                                  |                                       |                                                                                          |                                 |                                 |                                 |
| Jean-Jacques de Peretti                | Ministre de l'Outre-mer                                                                          | Plein exercice                        | Plein exercice                                                                           | Juppé 1                         | 18 mai 1995                     | 7 novembre 1995                 |
| Aucun                                  | Aucun                                                                                            | Jean-Jacques de Peretti               | Ministre délégué à l'Outre-mer                                                           | Juppé 2                         | 7 novembre 1995                 | 2 juin 1997                     |
| Aucun                                  | Aucun                                                                                            | Jean-Jack Queyranne                   | Secrétaire d'État à l'Outre-mer                                                          | Jospin                          | 4 juin 1997                     | 29 août 2000                    |
| Daniel Vaillant                        | Ministre de l'Intérieur                                                                          | Christian Paul                        | Secrétaire d'État à l'Outre-mer                                                          | Jospin                          | 29 août 2000                    | 6 mai 2002                      |
| Brigitte Girardin                      | Ministre de l'Outre-mer                                                                          | Plein exercice                        | Plein exercice                                                                           | Raffarin 1                      | 7 mai 2002                      | 17 juin 2002                    |
| Brigitte Girardin                      | Ministre de l'Outre-mer                                                                          | Plein exercice                        | Plein exercice                                                                           | Raffarin 2                      | 17 juin 2002                    | 30 mars 2004                    |
| Brigitte Girardin                      | Ministre de l'Outre-mer                                                                          | Plein exercice                        | Plein exercice                                                                           | Raffarin 3                      | 31 mars 2004                    | 31 mai 2005                     |
| François Baroin                        | Ministre de l'Outre-mer                                                                          | Plein exercice                        | Plein exercice                                                                           | de Villepin                     | 2 juin 2005                     | 26 mars 2007                    |
| Hervé Mariton                          | Ministre de l'Outre-mer                                                                          | Plein exercice                        | Plein exercice                                                                           | de Villepin                     | 26 mars 2007                    | 15 mai 2007                     |
| Présidence de Nicolas Sarkozy          |                                                                                                  |                                       |                                                                                          |                                 |                                 |                                 |
| Michèle Alliot-Marie                   | Ministre de l'Intérieur, de l'Outre-mer et des Collectivités territoriales                       | Plein exercice                        | Plein exercice                                                                           | Fillon 1                        | 18 mai 2007                     | 18 juin 2007                    |
| Michèle Alliot-Marie                   | Ministre de l'Intérieur, de l'Outre-mer et des Collectivités territoriales                       | Christian Estrosi                     | Secrétaire d'État chargé de l'Outre-mer                                                  | Fillon 2                        | 19 juin 2007                    | 18 mars 2008                    |
| Michèle Alliot-Marie                   | Ministre de l'Intérieur, de l'Outre-mer et des Collectivités territoriales                       | Yves Jégo                             | Secrétaire d'État chargé de l'Outre-mer                                                  | Fillon 2                        | 18 mars 2008                    | 23 juin 2009                    |
| Brice Hortefeux                        | Ministre de l'Intérieur, de l'Outre-mer et des Collectivités territoriales                       | Marie-Luce Penchard                   | Secrétaire d'État chargé de l'Outre-mer                                                  | Fillon 2                        | 23 juin 2009                    | 6 novembre 2009                 |
| Brice Hortefeux                        | Ministre de l'Intérieur, de l'Outre-mer et des Collectivités territoriales                       | Marie-Luce Penchard                   | Ministre chargée de l'Outre-mer                                                          | Fillon 2                        | 6 novembre 2009                 | 13 novembre 2010                |
| Brice Hortefeux                        | Ministre de l'Intérieur, de l'Outre-mer, des Collectivités territoriales et de l'Immigration     | Marie-Luce Penchard                   | Ministre chargée de l'Outre-mer                                                          | Fillon 3                        | 14 novembre 2010                | 27 février 2011                 |
| Claude Guéant                          | Ministre de l'Intérieur, de l'Outre-mer, des Collectivités territoriales et de l'Immigration     | Marie-Luce Penchard                   | Ministre chargée de l'Outre-mer                                                          | Fillon 3                        | 27 février 2011                 | 10 mai 2012                     |
| Présidence de François Hollande        |                                                                                                  |                                       |                                                                                          |                                 |                                 |                                 |
| Victorin Lurel                         | Ministre des Outre-mer                                                                           | Plein exercice                        | Plein exercice                                                                           | Ayrault 1                       | 16 mai 2012                     | 18 juin 2012                    |
| Victorin Lurel                         | Ministre des Outre-mer                                                                           | Plein exercice                        | Plein exercice                                                                           | Ayrault 2                       | 21 juin 2012                    | 31 mars 2014                    |
| George Pau-Langevin                    | Ministre des Outre-mer                                                                           | Plein exercice                        | Plein exercice                                                                           | Valls 1                         | 2 avril 2014                    | 25 août 2014                    |
| George Pau-Langevin                    | Ministre des Outre-mer                                                                           | Plein exercice                        | Plein exercice                                                                           | Valls 2                         | 26 août 2014                    | 30 août 2016                    |
| Ericka Bareigts                        | Ministre des Outre-mer                                                                           | Plein exercice                        | Plein exercice                                                                           | Valls 2                         | 30 août 2016                    | 6 décembre 2016                 |
| Ericka Bareigts                        | Ministre des Outre-mer                                                                           | Plein exercice                        | Plein exercice                                                                           | Cazeneuve                       | 6 décembre 2016                 | 10 mai 2017                     |
| Présidence d'Emmanuel Macron           |                                                                                                  |                                       |                                                                                          |                                 |                                 |                                 |
| Annick Girardin                        | Ministre des Outre-mer                                                                           | Plein exercice                        | Plein exercice                                                                           | Philippe 1                      | 17 mai 2017                     | 21 juin 2017                    |
| Annick Girardin                        | Ministre des Outre-mer                                                                           | Plein exercice                        | Plein exercice                                                                           | Philippe 2                      | 21 juin 2017                    | 6 juillet 2020                  |
| Sébastien Lecornu                      | Ministre des Outre-mer                                                                           | Plein exercice                        | Plein exercice                                                                           | Castex                          | 6 juillet 2020                  | 20 mai 2022                     |
| Yaël Braun-Pivet                       | Ministre des Outre-mer                                                                           | Plein exercice                        | Plein exercice                                                                           | Borne                           | 20 mai 2022                     | 25 juin 2022                    |
| Élisabeth Borne                        | Première ministre, chargée de la Planification écologique et énergétique, ministre des Outre-mer | Plein exercice                        | Plein exercice                                                                           | Borne                           | 25 juin 2022                    | 4 juillet 2022                  |
| Gérald Darmanin                        | Ministre de l'Intérieur et des Outre-mer                                                         | Jean-François Carenco                 | Ministre délégué chargé des Outre-mer                                                    | Borne                           | 4 juillet 2022                  | 20 juillet 2023                 |
| Gérald Darmanin                        | Ministre de l'Intérieur et des Outre-mer                                                         | Philippe Vigier                       | Ministre délégué chargé des Outre-mer                                                    | Borne                           | 20 juillet 2023                 | 11 janvier 2024                 |
| Gérald Darmanin                        | Ministre de l'Intérieur et des Outre-mer                                                         | Marie Guévenoux                       | Ministre délégué chargé des Outre-mer                                                    | Attal                           | 8 février 2024                  | 16 juillet 2024                 |
| Aucun                                  | Aucun                                                                                            | François-Noël Buffet                  | Ministre chargé des Outre-mer                                                            | Barnier                         | 21 septembre 2024               | 13 décembre 2024                |
| Manuel Valls                           | Ministre d'État, ministre des Outre-mer                                                          | Plein exercice                        | Plein exercice                                                                           | Bayrou                          | 23 décembre 2024                | en fonction                     |